# 水制

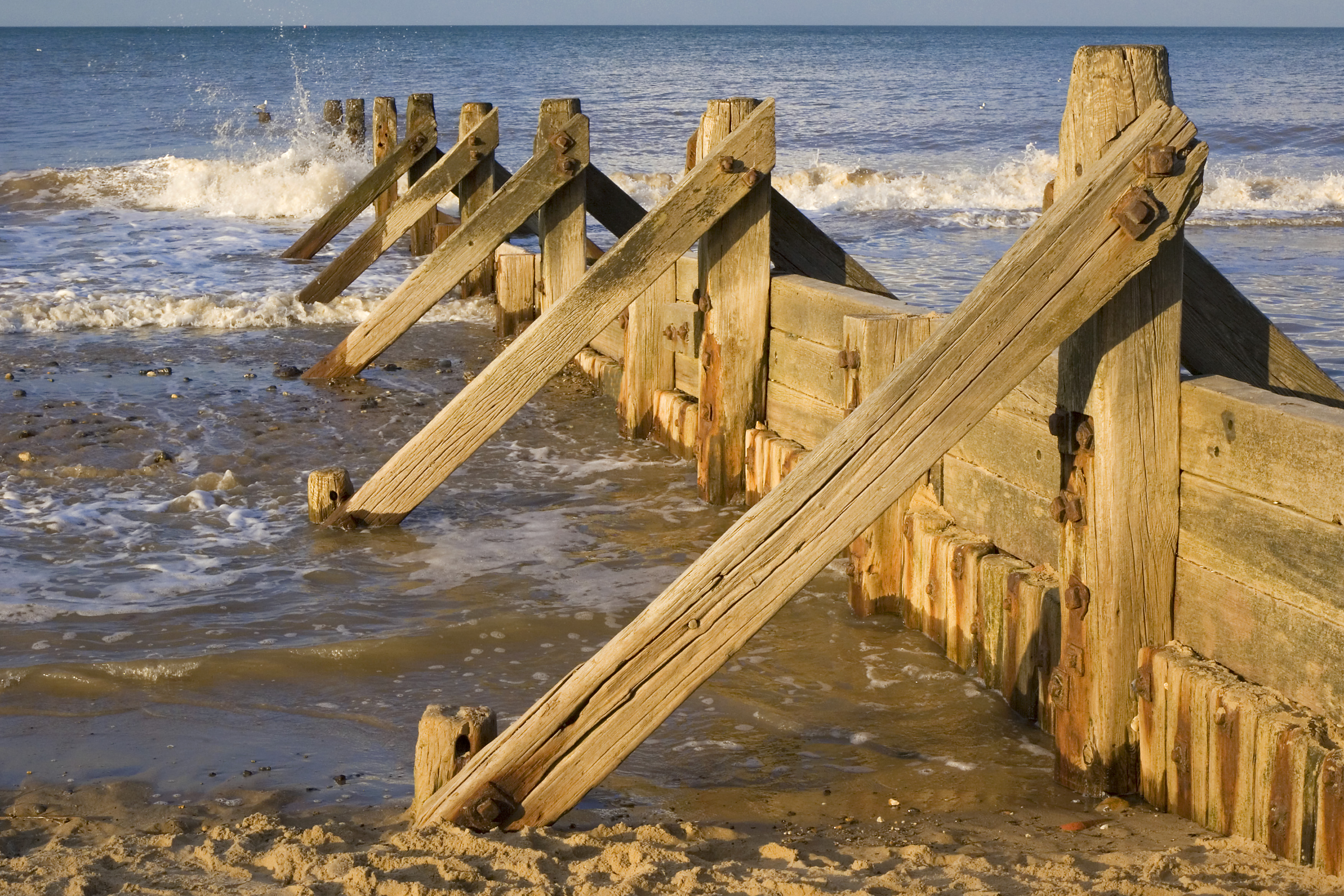
木製水制、マンデスリー、イギリス

水制（すいせい、英語：river groynes）とは、土砂・水の流れを遮断しての運動を制限し治水や土砂堆積に対応している河川の制御工法物。
通常は木、コンクリートまたは石でできている。洪水時河川流にうねりを起こさせて侵食のプロセスを遅らせ、洪水や土砂堆積を防ぐ。これがナビゲーションを助成する。水制は一般に防潮堤や護岸と連携して効用が発揮される。しかしながら水制の並ぶ河岸線の様は不自然なものとして認識を抱かせるかもしれない。この用語は、「鼻口部」を意味する後期ラテン語のgruniumに由来する、古フランス語の groignに由来している。

## 河川にて

デラウェア川 Lumbervilleダムの航空写真。水流が翼のダムや鼠径部の上に注がれている。間にナビゲーションチャンネルがある。

河岸水制（拍車堤防、突翼堤防、または突翼堰堤）は多くの場合、河岸と垂直に近いかたちで、河岸法尻から澪筋で終わるように構築されている。それらは、土砂堆積を防いで水流経路を維持し、そしてより一般的には、蛇行から形成されるとみられる横方向の侵食に対する航法および制御を改善する。水制は河川の形態に大きな影響を与え、河川の自律的な地形変化を引き起こしている。
日本では、1945年（昭和20年）以降、黒部川や常願寺川などの急流河川において、堤防への衝撃を守るため流速の軽減や流向の是正を目的に、ピストル型水制、シリンダー型水制、角型ポスト水制、丸型ポスト水制などが設けられている。

## 分類
水制はどのように構成されているか、水没しているかどうか、流れに対する効果によって、または形状によって分類できる。

### 工法によって
水制は透過性があり、水が減速された速度で流れることを可能にするか、または不透過性で、流れを遮断および偏向させる。
- 浸透性の水制（Permeable groynes）は大きな岩、竹または材木による。
- 不透水性の水制（impermeable groynes、土構造体の水制（solid groynes）または岩体の水制（rock armour groynes）は、岩、砂利、蛇籠を使って作られている。

### 水没しているかどうかによって
水制は通常の状態では水没していることもある。不浸透性の溝では通常、水没していない。これは水流は固体の溝の上を流れるとシャンクに沿って激しい侵食が起こる可能性があるからである。一方、浸透性溝は、必要とされる流れの乱れの程度に応じて透過性となり得る。

### 流れへの影響によって
水制は、引き付けるか、そらすか、または反発することを担う。
- Attracting groynes：谷に引き付けることで下流に向かって流れをそれ自身の方へ引き寄せ、反対側の土手の方へ流れを反発させないように働き、斜面の近くで深い流れを維持する傾向がある。
- Deflecting groynes：水制は流れを変えると、流れをはじかずに方向が変わる。一般的に短く限られた地の保護のために活用される。
- Repelling groynes：反発する溝は上流を向き流れを強制。1つの水制には、例えば引き寄せる部分と、そらす部分がある。

水制はさまざまな平面図形状でも分類構築可能で、一例では、直線型溝、T字型、L字型、ホッケースティック型、倒立ホッケースティック型溝、桟頭付きストレート溝型、突翼型および尾部型溝などがある。

## ギャラリー

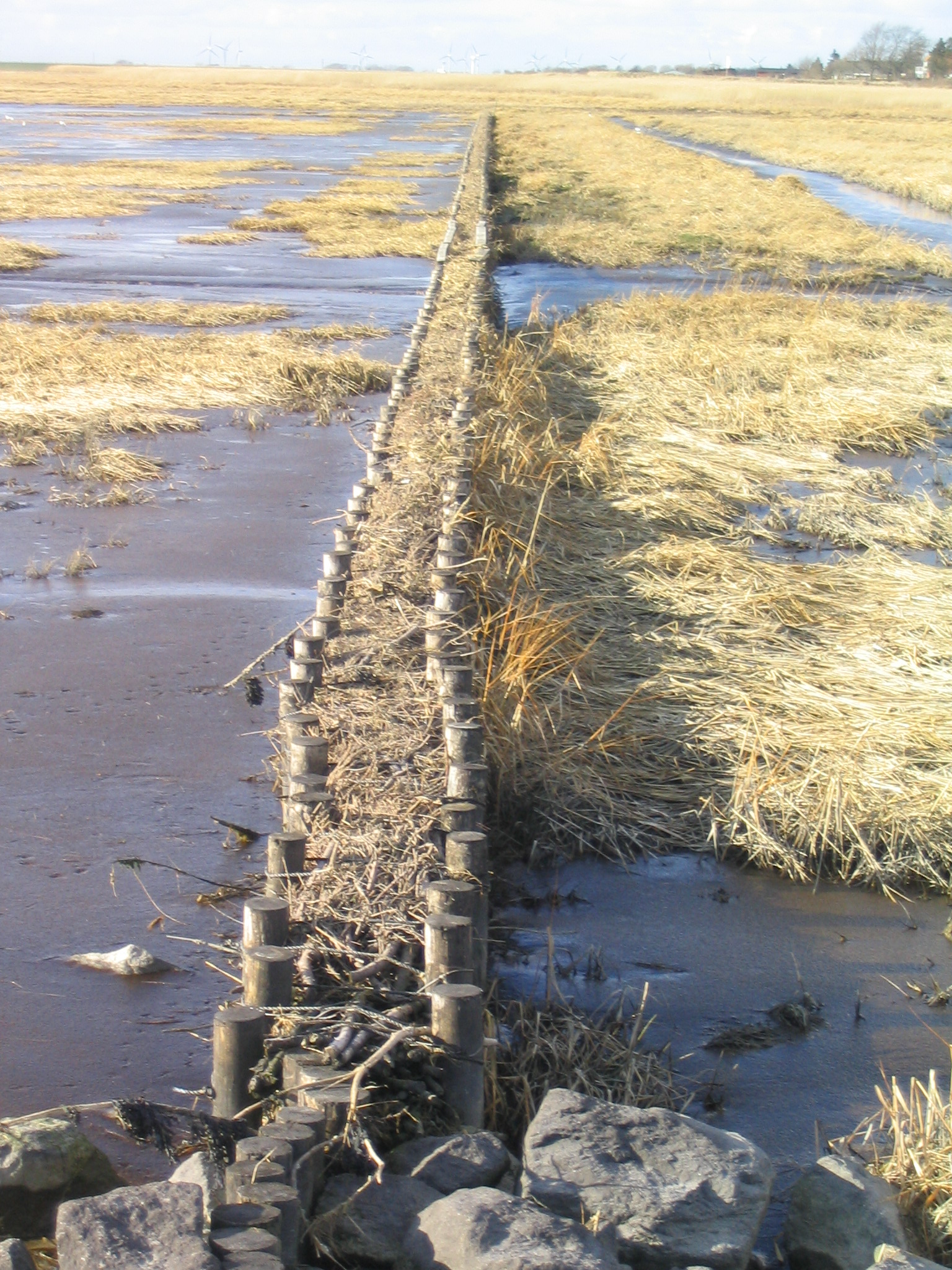
Schobüll、de:Nordfriesland・ドイツのde:Husum
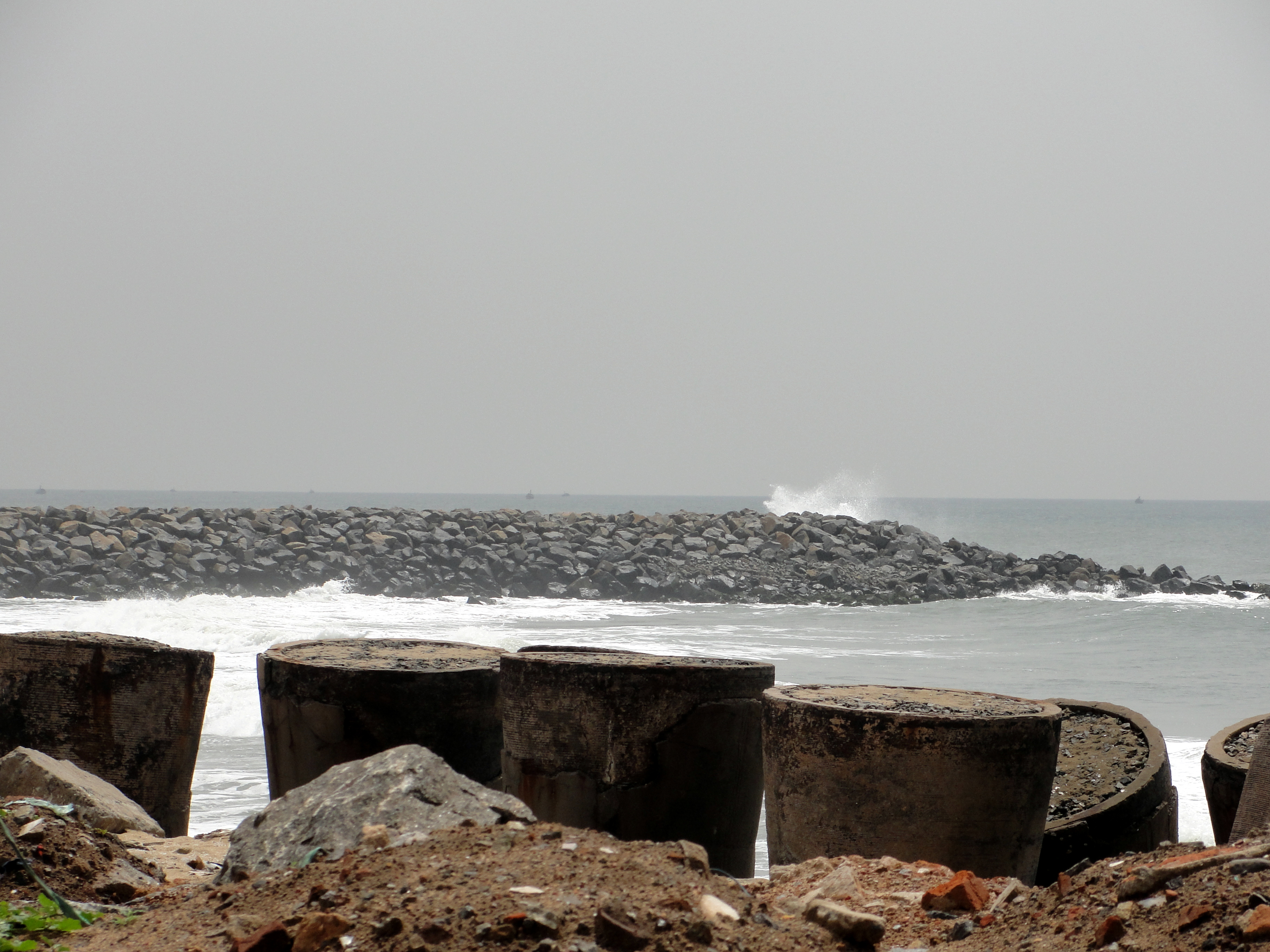
インド・チェンナイ近くのEnnore高速道路の谷
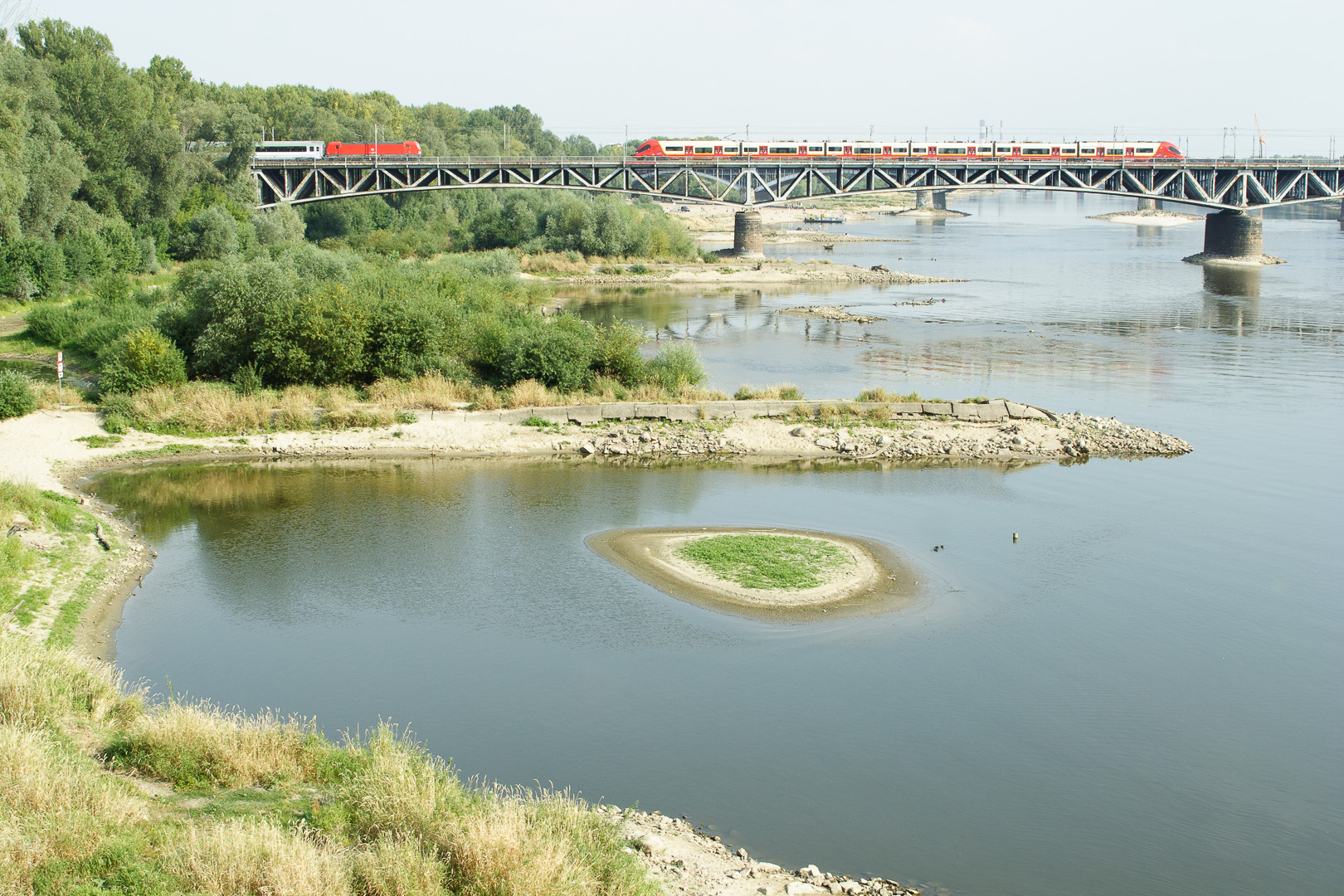
ヴィスワ川(Vistula)、ワルシャワ・ポーランドの谷